# 鼓掌

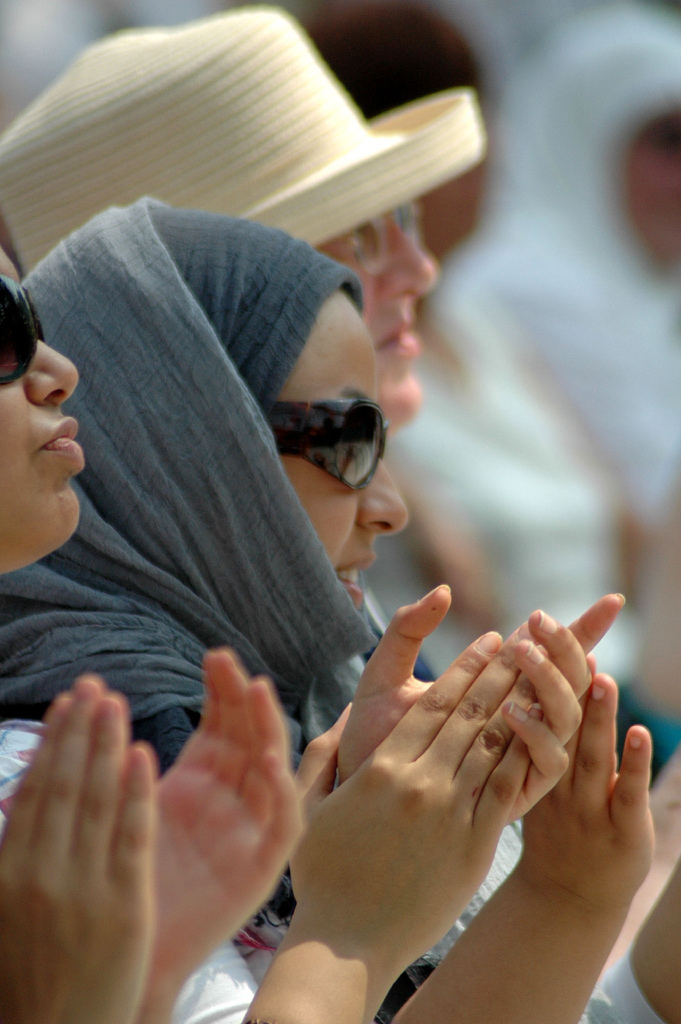
鼓掌

鼓掌，指人类为表示认同、鼓励、庆祝等正面情绪而进行的拍手行为，目的是发出响亮的声音，一般是通过拍击双手进行。在音乐会、戏剧、演讲、竞赛等活动出现精彩情节，或者是结束后，观众如果对表演表示赞同，大都会进行鼓掌。
鼓掌是人类不分种族、宗教、文化而共同认可的行为。但是在不同的文化中，对于鼓掌有着不同的礼仪要求。

## 起立鼓掌
起立鼓掌，是一群正在坐着的观众因为看到一场令人兴奋的表演（例如演讲、音乐会等）后，全场气氛非常高昂、同时观众的心情感到非常激动而站起来鼓掌。
站立鼓励对于表演者来说是一种极大的光荣，因为他们在表演所下过的苦功以及努力得到了肯定。